# Episodi di Innamorati pazzi (quinta stagione)
La quinta stagione della serie televisiva Innamorati pazzi è stata trasmessa dal 17 settembre 1996 al 20 maggio 1997 dalla NBC.
In Italia la stagione è andata in onda dal 6 febbraio al 19 marzo 2001 sul canale Italia 1.
| nº | Titolo originale              | Titolo italiano            | Prima TV USA      | Prima TV Italia  |
| -- | ----------------------------- | -------------------------- | ----------------- | ---------------- |
| 1  | Dr. Wonderful                 | La dottoressa Joan         | 17 settembre 1996 | 6 febbraio 2001  |
| 2  | The Grant                     | Radici                     | 24 settembre 1996 | 8 febbraio 2001  |
| 3  | Therapy                       | Terapia di coppia          | 15 ottobre 1996   | 9 febbraio 2001  |
| 4  | The Clip Show                 | Flash back                 | 22 ottobre 1996   | 12 febbraio 2001 |
| 5  | Burt's Building               | La storia dei Buchman      | 29 ottobre 1996   | 13 febbraio 2001 |
| 6  | Jamie's Parents               | Il camper                  | 12 novembre 1996  | 15 febbraio 2001 |
| 7  | Outbreak                      | L'annuncio                 | 19 novembre 1996  | 16 febbraio 2001 |
| 8  | Every Good Boy Deserves Fudge | Astinenza e tentazione     | 26 novembre 1996  | 19 febbraio 2001 |
| 9  | The Gym                       | Beata solitudine           | 17 dicembre 1996  | 20 febbraio 2001 |
| 10 | Chicken Man                   | La campagna elettorale     | 7 gennaio 1997    | 22 febbraio 2001 |
| 11 | The Recital                   | Il violino della discordia | 14 gennaio 1997   | 23 febbraio 2001 |
| 12 | The Handyman                  | Due cuori un rubinetto     | 21 gennaio 1997   | 26 febbraio 2001 |
| 13 | Astrology                     | L'astrologia               | 4 febbraio 1997   | 27 febbraio 2001 |
| 14 | The Penis                     | Maschio e femmina          | 11 febbraio 1997  | 1º marzo 2001    |
| 15 | Citizen Buchman               | Lutto a quiz               | 18 febbraio 1997  | 2 marzo 2001     |
| 16 | Her Houseboy, Coco            | Coco tuttofare             | 25 febbraio 1997  | 5 marzo 2001     |
| 17 | On the Road                   | Un calmo weekend           | 18 marzo 1997     | 6 marzo 2001     |
| 18 | The Cockatoo                  | La congiura                | 1º aprile 1997    | 8 marzo 2001     |
| 19 | The Touching Game             | Questione di fatto         | 15 aprile 1997    | 9 marzo 2001     |
| 20 | The Dry Run                   | La prova generale          | 29 aprile 1997    | 12 marzo 2001    |
| 21 | Guardianhood                  | Cercasi tuttofare          | 6 maggio 1997     | 13 marzo 2001    |
| 22 | The Feud                      | La faida                   | 13 maggio 1997    | 15 marzo 2001    |
| 23 | The Birth (1)                 | La nascita - I parte       | 20 maggio 1997    | 16 marzo 2001    |
| 24 | The Birth (2)                 | La nascita - II parte      | 20 maggio 1997    | 19 marzo 2001    |